# Justus Smith
Justus Ketchum Smith (* 28. März 1922 in Spokane; † 20. November 2013 in York, Pennsylvania) war ein US-amerikanischer Ruderer.
Smith studierte an der University of California, Berkeley und gehörte dem Ruderteam der Universitäts-Sportmannschaft Golden Bears an. Bei den Olympischen Spielen 1948 vertrat der Achter der Golden Bears in der Aufstellung Ian Turner, David Turner, James Hardy, George Ahlgren, Lloyd Butler, David Brown, Justus Smith, John Stack und Steuermann Ralph Purchase die Vereinigten Staaten. Die US-Ruderer siegten in Vorlauf, Halbfinale und Finale; im Finale hatten sie über zehn Sekunden Vorsprung vor den zweitplatzierten Briten.  
Nach Abschluss seines Studiums der Landschaftsarchitektur war Justus Smith als Berater für Regionalplaner tätig.